# Chirostoma labarcae
Chirostoma labarcae är en fiskart som beskrevs av Meek 1902. Chirostoma labarcae ingår i släktet Chirostoma och familjen Atherinopsidae. Inga underarter finns listade i Catalogue of Life.